# مرگیم ماورای
مرگیم ماورای (آلبانیایی: Mërgim Mavraj؛ زادهٔ ۹ ژوئن ۱۹۸۶) بازیکن فوتبال اهل آلبانی بود.
از باشگاه‌هایی که در آن بازی کرده‌است می‌توان به باشگاه فوتبال هامبورگ، باشگاه فوتبال دارمشتات ۹۸، باشگاه فوتبال اینگولشتات ۰۴، باشگاه فوتبال آریس سالونیک، باشگاه فوتبال گروتر فورث، باشگاه فوتبال کلن، و باشگاه فوتبال بوخوم اشاره کرد.
وی همچنین در تیم‌های ملی فوتبال زیر ۲۰ سال آلمان، زیر ۲۱ سال آلمان، و آلبانی بازی کرده‌است.